# 박상학
박상학(朴相學, 1968년 2월 16일 ~ )은 대한민국의 탈북자 출신의 북한 인권운동가로 자유북한운동연합 대표이다.

## 생애
1968년 2월 16일 양강도 혜산에서 재일본조선인총연합회 북송 교포 출신의 부모에게서 태어나 영재교육기관인 제1고등학교와 김책공업종합대학 체신과(무선공학 초단파 전공)를 졸업하고 김일성사회주의청년동맹 산하 '8•25 돌격대' 속도전 지도국 선전지도원으로 일했다고 밝혔으나 북한이 밝힌 자료에 의하면 "입학한 직후 자퇴하고 지도원도 할 수 없다"고 하였다. 1997년 황장엽의 망명에 충격을 받은 아버지와 함께 1999년 여름 탈북하여 일본을 거쳐 중국 다롄에서 신분증을 위조해서 2000년 8월 비행기를 타고 대한민국에서 정착하고 북한에서의 전공을 살려 서울대학교 모바일연구소와 통일 전문 매체에서 근무하던 중 북한에 남은 숙부들이 보위부에 끌려가 고문을 받다가 사망하고 약혼자는 두달 간의 가혹한 고문을 당했으며 사촌들은 꽃제비가 되어 어디론가 사라졌다는 소식을 듣고
2003년 ‘북한정치범수용소해체운동본부’라는 단
체를 만들어 북한인권운동을 시작했고 북한민주화운동본부 사무국장으로서 제네바에서 열린 UN 인권위원회 본회의에 참석해 북한 정치범수용소 수감자 명단을 제출했다. 2004년부터 북한 주민의 해방을 앞당기기 위해 대북 전단을 날리기 시작하여 2005년 이후에는 북한의 적국인 미국의 국립민주주의기금, 중앙정보국, 디펜스포럼재단(DFF)' 대표인 수잔 숄티(Suzanne Scholte) 등으로부터 자금을 지원받아 북한 정권을 비방하는 내용을 담은 대북전단을 대형 풍선에 달아 보내는 활동을 벌이던 2007년 북한민주화운동본부 대표로 있으면서 공금유용 문제로 이 단체에서 퇴출된 뒤에 자유북한운동본부를 만들어 활동을 이어가고 있다. 친동생인 박정오도 '큰샘'이라는 단체를 만들어 대북 전단을 보내고 있다. 이런 활동으로 접경지역에서 사는 주민들 등으로부터 "북한을 자극하여 주민들의 안전을 위태롭게 한다"거나 "인권을 빙자한 돈벌이 수단"이라는 비난을 받기도 했다. 청와대 청원 등에는 북한으로 송환하라는 민원이 올라왔다.
1995년 탈북하여 북한 인민무력부 산하 후방총국 장교 경력을 인정받아 6년여 동안 학교와 군부대 등에서 안보 강연을 하다 2009년부터 2010년까지 국내 '남북경협'의 무역담당 이사로 재직하며 남북경협 사업가로 활동하던 안모씨가 북한 인민무력부 정찰총국 소속 K국장을 알게 됐고, K국장으로부터 "탈북자 출신으로 적극적으로 반북 활동을 펼치는 박상학 자유북한연합 대표를 암살하라"는 지령을 받고 치밀하게 범행계획을 짜고 박상학을 만나기로 한 장소에 나가 기다리다 사전에 범행시도를 포착한 국가정보원에 의해 체포됐다. 체포 당시 만년필형 독총 1개, 손전등형 독총 1개, 독약이 담긴 화장품 샘플통 등을 소지하고 있었다. 2012년 법원 재판에서 "북측의 정보를 획득하는 과정에서 뜻밖에 K국장으로부터 독침을 건네받은 후 국정원에 북측 지령을 수행하는 것처럼 쇼를 하자고 제의했으나, 국정원이 거부하며 신원이 노출된 나를 버렸다. 그 상황에서 나와 북한에 있는 가족의 신변 안전을 위해 쇼를 할 수밖에 없었고, 박상학을 살해하라는 북한의 지령을 수행할 의사가 없었다"고 주장했지만 "피고인이 쇼를 하는 것이라면 오해를 살 수도 있는 박상학에게 직접 접촉할 게 아니라 박상학을 만나는 듯한 외양을 만들 다른 방법들을 사용할 수도 있었음에도 직접적인 만남을 구체적으로 계획했고, 만일 쇼에 불과하다면 범행장소 등에 대한 사전답사와 예약 등 굳이 취할 필요가 없는 행동들로 볼 때 쇼라는 주장은 믿을 수가 없다"고 받아들이지 않은 법원에 의해 국가보안법(특수잠입·탈출, 목적수행, 자진지원·금품수수) 위반 혐의로 징역 4년형 자격정지 4년을 선고받았다.
1970년대 후반 체코 공산정권에 대한 반체제 운동을 이끌어 세계 민주화운동의 상징이 되었던 바츨라프 하벨 전 체코 대통령의 업적을 기려 미국 뉴욕에 소재햐 'Human Rights Foundation'(HRF)이 제정한 ‘창의적 반대운동을 위한 바츨라프 하벨 상’ 수상자로 2013년 5월 3일에 선정되었다. 'HRF'는 "대형 풍선을 통해 전단과 DVD, 라디오, USB 등을 북한에 보내며 엄격한 통제 속에 살고 있는 북한 주민들에게 진실을 알리는 용감한 활동을 하고 있다"고 소개하였다. 정작 대형 풍선을 보낼 때 마다 접경지 주민들이 반대하고 인근 군부대에서 복무하는 군인들이 고생한다. 오슬로 자유포럼에서 열린 시상식에서 박상학은 2만 5천명의 탈북자들을 대신해서 받은 상이라고 하면서 '시작해야 할 것은 나 자신이다'라는 제목의 바츨라프 하벨 시를 낭송했다.
2014년 탈북자들의 대북 전단에 대해 "자제해야 한다"고 말했던 새누리당 김무성 대표가 "남남갈등을 유도한 북한에 넘어가 큰일"이라고 말하자 "비겁한 보수들이 종북세력보다도 더 역겹다"며 "우리가 후퇴할 수가 없다 오히려 더 잘됐다고 생각한다"고 하면서 "대북전단은 10년 가까운 기간에 7만6천여명이 후원원했다"고 밝혔다.
2015년 김홍도 금란교회 원로 목사의 연락을 받고 함께 식사하면서 개신교인이 된 박상학은 이후 교단을 가리지 않고 여러 보수 성향의 교회에서 간증을 하였다.
2009년 10월 박상학은 소속 단체의 홈페이지에 올린 ‘이민복씨에게 경고합니다’라는 제목의 글을 올리면서 1995년 탈북한 이민복 북한동포직접돕기운동 대표와 대북전단 원조 논쟁을 벌였다.
천안함 침몰 사건 5주년을 맞아 대북 전단 살포를 예고했던 박상학은 "대북 전단 살포를 당분간 전면 중단하겠다"고 하면서 “북한에서 타격 수단을 동원해서 대응하겠다고 하는 등 대북 전단을 이렇게 두려워하고 무서워하는 걸 알겠다”면서 “앞으로 대북 전단을 살포하지 않겠다”고 말했다.
미국 국무부가 운영하는 인터뷰 프로그램인 ‘인권영웅들’에서 동생 박정오와 함께 2018년 12월 출연한 박상학은 "탈북자들의 활동에 미 국무부가 관심을 가져주고, 대한민국의 문재인 정부에서 도와주지는 못할 망정 막고 있으니까, 미국 정부에서 국무부 차원에서 관심을 갖고 도와주기를 간절히 바랍니다"고 했다.

스페인 주재 북한대사관 습격사건 주역이었던 애드리언 홍이 2009년 LiNK(Liberty In North Korea, 북한인권단체)를 다른 사람에게 넘긴 뒤 CIA에 들어갔다”며 “지금은 CIA 요원일 것”이라고 하면서 근거로 "여러 회사 직함을 갖고 이라크, 이란, 리비아, 튀니지 등 분쟁 지역을 자주 오간다는 점, 2018년 6월 미국 국가정보장실(DNI, 미국 16개 정보기관 총괄•감독하는 조직)에서 북한 인간 첩보(HUMINT)와 관련해 탈북자 대표로 비공개 초청받았을 때 애드리언 홍이 '과감한 행동을 할 것'이라고 말했다"고 하면서 "'자유조선’ 조직원들이 당시 CIA에서 흔히 사용하는 소형 카메라로 영상을 촬영한 점"을 근거로 “CIA가 중앙관제센터에서 작전을 실시간으로 보고 있을 것”이라고 했다.
2018년 8월 11일에 박상학은 자신이 움직이는 동선마다 대학생 결사대라고 하는 이들이 4•27 판문점 선언 방해, 불법 대북전단 살포, 왜곡 음란물 배포를 이유로 반헌법 반통일 공개수배 포스터가 붙는다고 밝혔다.
국제탈북민인권협회 회원과 함께 2019년 11월 13일 오전 11시 30분(현지시간) 유엔본부앞과북한대표부 앞에서 대한민국 정부의 북한주민 강제북송에 대해 항의하는 시위를 하고 유엔에 청원서를 제출했다.
2019년 11월 18일 7시(현지시간) 워싱턴DC에서 민주평화통일자문회의(의장 대통령) 워싱턴협의회 통일교육위원회가 주최하는 '김연철 통일부장관 워싱턴 동포와의 대화' 주제의 강연회 질의시간에 '탈북청년 강제북송시킨 살인마 문제인, 김연철'이라고 적힌 손 현수막을 펼치며 큰소로 항의한 박상학은 귀국하던 인천국제공항에서 종로경찰서 소속 수사관에 의해 "10월 3일 다른 탈북민 10여명과 함께 '탈북모녀 사망 사건' 관련 청와대 분수대 앞에서 항의하다 경찰 바리케이드를 뛰어 넘은 혐의"로 긴급체포되어 휴대폰을 압수수색했다.
2020년 6월 북한이 자신들의 최고 존엄을 비판하는 전단을 보내는 것에 대해 반발하면서 남북관계가 경색되고 접경지역 주민들의 안전을 볼모로 돈벌이에 나선다는 등 논란이 확산되자 6월 10일 남북교류협력법 위반으로 고발하고 법인설립 허가 취소 절차에 착수한 통일부는 6월 23일에 "북쪽으로 날려보냈다는 대북전단과 물품 가운데 북쪽 지역으로 이동된 전단은 없는 것으로 파악하고 있다”며 그 근거로 “유관기관에서 확인한 바에 따르면 풍선 1개가 홍천에서 발견됐으며, 박상학 쪽의 준비 물자 구매 내역, 22~23일의 풍향 등 제반 상황을 고려할 때 북쪽 지역으로 이동된 전단은 없고 홍천에서 발견된 풍선에는 박상학 쪽에서 주장한 소책자와 달러 지폐, 에스디(SD) 카드 등은 발견되지 않았다”고 했다. 6월 9일 인천광역시 강화군 삼산면 석모도에서 페트병을 이용해 북한으로 쌀, 마스크 등을 보내려다 주민들에 의해 제지당하자 "자동차로 밀어버리라"고 말하는 장면이 SBS 취재팀 카메라에 촬영된 것이 공개되기도 했다.
SBS 모닝와이드팀이 대북전단 기습살포 경위와 향후 계획에 대해 취재를 요청하며 사전에 통고하고 박상학의 집에 찾아간 6월 23일 밤 9시경SBS 프로듀서와 기자 등 4명에게 "어떻게 찾아왔느냐"고 묻고 주먹을 휘두르고 복도에 있던 벽돌을 던지며 폭행하고 신고를 받고 출동하여 이를 제지하던 경찰관에게 가스 분사기를 쐈다.
자유북한운동연합은 6월 25일 입장문을 내고 "박상학 대표는 '당신들 누구야. 신분 밝혀. 북한의 테러 간첩 맞지. 명함 내놔. 우리 아들 살해하려고 왔지'라고 물었으나 취재진이 이를 거부하자 벽돌로 취재진의 카메라를 부수려고 했다"면서 "박상학 대표의 집 앞에 찾아온 취재진은 국민을 살인 테러 하려는 북한의 극악무도한 살인 만행에 공모하는 야만 행위를 저질렀다"며 "'김정은, 너희가 죽이려는 박상학이 바로 이곳에서 살고 있다'고 알려주려는 의도"라고 주장하면서 이들을 서울 송파경찰서에 살인 공범으로 고소했다.

SBS는 6월 25일 "SBS 모닝와이드팀이 23일 대북전단 기습살포 경위와 향후 계획 등을 묻기 위해 박 대표의 집을 찾아갔는데, 박 대표가 카메라를 든 취재진에 주먹질을 하고 욕설을 하며 여성 PD의 머리채를 잡아당겼다"고 하면서 벽돌을 맞아 뇌진탕으로 전치2주 등의 부상을 입었다고 했다.
서울지방경찰청 보안수사대늗 6월 26일 오전 동생 박종오와 함께 박상학의 집과 사무실을 압수수색했다.
서울지방경찰청 대북 전단·물자 살포 수사 태스크포스(TF)는 6월 30일 오전 9시20분 박정오 큰샘 대표와 함께 박상학을 피의자 신분으로 불러 대북전단 살포 경위와 단체 활동 자금원과 사용처 등에 대해 8시간가량 조사를 하였으며 조사를 마치고 나온 박상학은 취재진들과 만나 "우리 대한민국은 더는 자유민주주의 국가 아니다"고 하면서 "문재인 좌파 독재가 우리 국민에게 표현의 자유를 막고 자갈을 물리고 있다 김여정이 난리치니까 주적의 편에 섰다 이게 평양인지 서울인지 헷갈린다. 2000만 북한 동포가 이것을 보면
얼마나..."고 말했다.
미래통합당 주호영 원내대표가 "북한의 인권 실상을 알리고 자유민주주의 가치를 알리기 위해 하는 대북 전단 살포가 최근 여러 위협을 받고 법에 의하지 않는 단속과 처벌을 받는 안타까운 상황"이라고 위로할 목적으로 7월 1일 초청한 국회에서 박상학은 "문재인 정권이 헌법에 보장된 기본권을 박탈하려 한다"며 "문 대통령을 유엔(UN)에 고소하겠다"고 했다.지금 문재인 정권은 국민에게 재갈을 물려서 헌법에 보장된 기본권을 박탈하려고 한다"며 "문재인 대통령을 유엔에 고소할 것"이라고 밝히서 "헌법 파괴자로 아무리 탈북자들이 가진 게 없다고 해도 탈북자들은 약자 아닌가"라며 "이 사회에서 살겠다고 목숨 걸고 찾아왔는데 어떻게 탈북자 약자의 편에 서지 않고 살인마 강도의 편에 섰나"라고 목소리를 높였다.
서울지방경찰청 대북 전단·물자 살포 수사 태스크포스(TF) 요청으로 법무부에서 출국금지된 박상학은 "본인은 북한의 살인테러 위협으로부터 지난 12년간 경찰의 신변 보호를 받았으나 현재 문재인 정부는 북한 인권 활동을 저해하고 감시하기 위한 목적으로 신변 보호를 빙자한 특별 감시를 하고 있다"고 주장하면서 경찰에 '신변보호 포기 각서'를 제출했다.
sbs로부터 폭행 등으로 고소당한 박상학은 "북한에 사는 곳을 가르쳐주느냐"고 하면서 테러 공모 혐의로 맞고소했으며 7월 13일(현지시간) 미국 워싱턴포스트(WP)에 기고문을 보내 전단 살포를 막는 한국 정부의 조치를 비판했다.
북한 영토로 쓰레기를 보내는 것을 금지하는 대북전단금지법이 통과된 이후에 대북전단을 보내면서 1달러 지폐로 500달러를 보내 북한 인민군이 외화벌이를 할 수 있게 했다.